# Colt CM901
Il Colt CM901 è un fucile da battaglia/fucile d'assalto modulare, basato sui già esistenti sistemi usati negli M4 e M16. La lunghezza del calibro e della canna può essere cambiata senza l'utilizzo di strumenti particolari, convertendola in modo efficace da un fucile da battaglia a un fucile d'assalto.

## Varianti

### LE901-16S
Il 20 luglio 2012 Colt ha rilasciato negli Stati Uniti sul mercato civile la variante LE901-16S.